# توني لو بيانكو
أنتوني لوبيانكو (19 أكتوبر 1936 - 11 يونيو 2024) ممثل أمريكي. وبدأ حياته المهنية في المسرح، وظهر في العديد من عروض برودواي طوال الستينيات. انتقل إلى السينما في السبعينيات، وقام ببطولة أفلام الجريمة في هوليوود الجديدة قتلة شهر العسل (1970)، والرابط الفرنسي (1971)، حصل على جائزة أوبي عن دوره عام 1975 في إنتاج خارج برودواي لمسرحية يانكز-3، ديترويت-0، قمة السابع، وحصل بعد ذلك على ترشيح لجائزة توني لأفضل ممثل عن دوره في دور إيدي في إحياء برودواي عام 1983. آرثر ميلر منظر من الجسر.
بالإضافة إلى السينما والمسرح، ظهر لو بيانكو كنجم ضيف في العديد من المسلسلات التلفزيونية طوال السبعينيات والثمانينيات، بما في ذلك ظهوره في قصة الشرطة (1974–1976)، ومسلسل فرانكو زيفيريلي القصير يسوع الناصري (1977)، وماركو بولو (1977). 1982).
في عام 1984، ظهر في إنتاج مسرحي Hizzoner!، حيث لعب دور السياسي النيويوركي فيوريلو لا غوارديا، والذي فاز عنه بجائزة إيمي نيويورك. تم عرض المسرحية الفردية لاحقًا في برودواي في عام 1989، واستمر في أداء العديد من التكرارات الأخرى خارج برودواي، بما في ذلك لاغوارديا (2008) والزهرة الصغيرة (2012-2015)..

## نشأته
ولد لو بيانكو لأبوين أمريكيين من الجيل الأول في مدينة نيويورك،